# Jan Karlsson (ciclista)
Jan Bengt Peter Karlsson (Falköping, 8 febbraio 1966) è un ex ciclista su strada svedese.

## Palmarès

### Olimpiadi
- 1 medaglia:
  - 1 bronzo (Seul 1988 nella corsa a cronometro a squadre)